# Filmtidningen Ingmar
Filmtidningen Ingmar var en svensk filmtidskrift. Tidskriften ägdes av Filmtidningen Ingmar Förlag. Första numret utkom 2003 och tidskriften såldes 2007 till Mediaprovider som slog ihop Ingmar med filmtidskriften Stardust för att fortsättningsvis tillsammans kallas Allt om Film.
Chefredaktör och ansvarig utgivare var Emil Hellström. Redaktörer var Mathias Dahlström, Stefan Nylén, Anders Dahlbolm och Klas Ekman. 
Tidskriften formgavs av Anders Carlsson, Pelle Asplund och Markus Edin.